# Michał Stanisław Kossakowski
Michał Stanisław Kossakowski (ur. 26 listopada 1883 w Warszawie, zm. 23 stycznia 1962 w Brwinowie) – polski ziemianin, dyplomata, bankowiec.

## Życiorys
Syn Stanisława Kazimierza i Michaliny z Zaleskich. Ukończył szkołę realną w Warszawie. Po uzyskaniu matury w warszawskim Gimnazjum Władysława IV studiował na Wydziale Rolniczym Politechniki Ryskiej. Podczas studiów został członkiem Korporacji Akademickiej Arkonia. Studia kontynuował na Uniwersytecie we Fryburgu Szwajcarskim (ekonomia polityczna i nauki prawne), lecz nie ukończył ich, gdyż musiał zająć się sprawami majątku i rodziny.
Właściciel majątku Nidoki w guberni kowieńskiej. Od 1906 honorowy sędzia pokoju powiatu wiłkomierskiego oraz członek wielu organizacji dobroczynnych. W 1915 pracował w Centralnym Komitecie Obywatelskim i Polskim Komitecie Pomocy Sanitarnej w Kijowie i Mińsku. W tym ostatnim był członkiem Rady Polskiej Ziemi Mińskiej, pełnił funkcje  zarządcy szkoły im. Emilii Plater, zrzeszenia Miłośników Sceny Polskiej, Towarzystwa Literackiego i Dziennika Polskiego. Był ponadto organizatorem Towarzystwa Przyjaciół Żołnierza Polskiego, Towarzystwa Wiedzy Naukowej oraz „obchodu kościuszkowskiego”.
Po wkroczeniu do Mińska wojsk niemieckich organizował z ramienia Ministerstwa Spraw Wewnętrznych repatriację uchodźców. W 1918 organizował zjazdy ziemian w Wilnie. W grudniu 1918 uczestnik samoobrony Wilna, a następnie na czele Komitetu Obrony Kresów Wschodnich, delegat Polskiej Rady Narodowej na Litwie i członek zjednoczonych Delegacji Rad Narodowych na Litwie i Białorusi. W 1919 przedstawiciel komisaryczny Zarządu Cywilnego Ziem Wschodnich, jego zastępca i kierownik ekspozytury w Warszawie. Następnie delegat do rokowań z przedstawicielami Rosji Sowieckiej w sprawie wymiany jeńców, więźniów politycznych i zakładników. W 1920 delegat Ministerstwa Spraw Zagranicznych do Rygi. Ochotnik wojska polskiego, a następnie delegat Ministerstwa Spraw Zagranicznych przy generale Lucjanie Żeligowskim oraz naczelnik Biura Spraw Litwy Środkowej w MSZ.
Po opuszczeniu służby państwowej dyrektor i wiceprezes Banku Zachodniego, prezes Rady Zjednoczonego Banku Ziemiańskiego w Warszawie. Od 1935 dyrektor oddziału krakowskiego, a od 1938 oddziału poznańskiego Banku Polskiego S.A.
Autor „Diariusza” obejmującego okres od 1915 do 1922 r., stanowiącego cenne źródło faktów społeczno-politycznych dla badaczy tego okresu. Pierwszy tom (dwie części) Diariusza wydany został z komentarzami historycznymi pod redakcją M. Mądzika przez Wydawnictwo Uniwersytetu Marii Curie-Skłodowskiej w 2010 r. Tom drugi i trzeci wydane zostały pod redakcją M. Korzeniowskiego, D. Tarasiuka i K. Latawca w 2016 r.

## Ordery i odznaczenia
- Krzyż Komandorski Orderu Odrodzenia Polski (7 listopada 1925)[1]
- Krzyż Niepodległości (29 grudnia 1933)[2]
- Krzyż Walecznych (12 maja 1921)
- Złoty Krzyż Zasługi (13 stycznia 1939)[3]